# 鷹羽澪
鷹羽 澪（たかば みお、1993年8月30日 - ）は、日本の元グラビアアイドル。

## 略歴
ジュニアモデルとしての活動を経て、2012年に鷹羽澪としてデビュー。2013年、『アイドルの穴〜日テレジェニックを探せ!〜』に参戦し、途中で脱落。2014年、21歳の誕生日にDVD『ボクの妹はキャビンアテンダント』の発売記念イベントが開催された。
2015年に芸能界を引退し同年12月にヘビー級キックボクサーの羅王丸と結婚した。

## 人物
趣味はダーツで、特技はダンスである。2人の兄がいる。

## 作品

### ビデオ・DVD
1. ピュア・スマイル 鷹羽澪（2012年6月22日、竹書房）
2. Me, Oh My（2012年10月26日、エスデジタル）
3. ハートビート（2013年1月20日、ラインコミュニケーションズ）
4. figureーグラマラス巨乳女医の場合。（2013年4月27日、晋遊舎）
5. m:i:o（2013年8月30日、エスデジタル）『Me, Oh My』を加えたBlu-ray Boxも同時発売
6. 澪づくし（2014年1月20日、ラインコミュニケーションズ）Blu-ray Disc版も同時発売
7. 恋愛季節（2014年4月26日、マックス）
8. ボクの妹はキャビンアテンダント（2014年7月24日、イーネット・フロンティア）
9. スイングハート（2014年10月20日、ラインコミュニケーションズ）
10. ミルキー・グラマー（2015年1月23日、竹書房）
11. Heart-Up（2015年5月29日、エスデジタル）